# Le Vol du Sphinx
Pour plus de détails, voir Fiche technique et Distribution.
Le Vol du Sphinx est un film français de Laurent Ferrier sorti le 26 septembre 1984.

## Synopsis
C'est un film qui se passe au Maroc,  une histoire entre un riche homme d'affaires (François Perrot), trafiquant d'armes, et ses employés, une histoire sombre avec dans le coup un pilote d'avion (Alain Souchon) qui se retrouve mêlé à cette histoire à ses dépens. Il tombe alors amoureux de la femme (Miou-Miou) d'un employé de l'homme d'affaires (Robin Renucci).

## Fiche technique
- Réalisateur : Laurent Ferrier
- Scénario : Alain Centonze, Laurent Ferrier
- Directeur de la photographie : Jean-Francis Gondre
- Décors : Pierre Gompertz
- Montage : Henri Lanoë
- Musique : Michel Goglat
- Assistant réalisateur : Zakia Tahri
- Producteurs délégués : Daniel Deschamps et Maurice Illouz (Cie Transatlantique de Films)
- Directeur de production : Daniel Deschamps
- Sociétés de production : Compagnie Transatlantique de Films, Les Producteurs Associés
- Format : 1.66:1
- Pays d'origine :  France
- Langue : français
- Genre : Aventure
- Durée : 95 minutes
- Date de sortie : 26 septembre 1984

## Distribution
- Miou-Miou : Laura Tournier
- Alain Souchon : Tom, le pilote du Sphinx
- Jean Benguigui : Mendel, le mécanicien ami de Tom
- François Perrot : Staubli, le trafiquant d'armes
- Robin Renucci : Serge Tournier, le mari de Laura
- Stéphane Bouy : un homme de mains de Staubli